# Абдулвахабов, Абдул-Азиз Абулапаевич
Абдул-Ази́з Абулапа́евич Абдулваха́бов (род. 16 января 1989, Грозный) — российский боец смешанных единоборств, призёр Кубка России по боевому самбо, чемпион Европы по панкратиону, чемпион мира по универсальному бою, профессиональный боец ММА. Бывший обладатель титула чемпиона лиги ACB в лёгком весе. Действующий чемпион ACA в лёгком весе.

## Absolute Championship Berkut
С апреля 2014 года Абдул-Азиз выступает в лиге ACB. Он стал первым в истории организации чемпионом в лёгком весе,  26 марта 2016 года завоевав титул на ACB 32 в бою против Эдуарда Вартаняна. На счету Абдул-Азиза две успешные защиты: 22 октября 2016 года он одержал победу техническим нокаутом над Али Баговым на ACB 48 и 23 декабря 2017 года победил Эдуарда Вартаняна раздельным рещением судей на ACB 77. 8 сентября 2018 года в бою-реванше против Али Багова, прошедшем в рамках ACB 89, он потерял титул.
19 сентября 2020 года на турнире ACA 111 Абдулвахабов, победив Александра Сарнавского, снова стал чемпионом лиги в лёгком весе.
В октябре 2023 года после долгого перерыва в боях победил Мухамеда Кокова.

## Статистика в ММА
| Боёв 21  | Побед 19 | Поражений 2 |
| -------- | -------- | ----------- |
| Нокаутом | 7        | 0           |
| Сдачей   | 6        | 0           |
| Решением | 6        | 2           |

| Результат | Рекорд | Соперник                | Способ                                          | Турнир                                         | Дата                  | Раунд | Время | Место                   | Примечание                                |
| --------- | ------ | ----------------------- | ----------------------------------------------- | ---------------------------------------------- | --------------------- | ----- | ----- | ----------------------- | ----------------------------------------- |
| Победа    | 19-2   | Хакран Диас             | Решением (раздельным)                           | ACA 131: Абдулвахабов - Диас                   | 5 ноября 2021         | 5     | 5:00  | Москва, Россия          | Защитил титул чемпиона ACA в лёгком весе  |
| Победа    | 18-2   | Александр Сарнавский    | Единогласным решением судей                     | ACA 111: Абдулвахабов - Сарнавский             | 19 сентября 2020      | 5     | 5:00  | Москва, Россия          | Завоевал титул чемпиона ACA в лёгком весе |
| Победа    | 17-2   | Иманали Гамзатханов     | Сабмишном (удушение сзади)                      | ACA 99                                         | 27 сентября 2019      | 2     | 4:24  | Москва, Россия          |                                           |
| Победа    | 16-2   | Брайан Фостер           | Сабмишном (удушение ручным треугольником)       | ACA 92                                         | 16 февраля 2019 года  | 1     | 1:36  | Варшава, Польша         |                                           |
| Поражение | 15-2   | Али Багов               | Раздельным решением судей                       | ACB 89 Abdulvakhabov vs. Bagov 3               | 8 сентября 2018 года  | 5     | 5:00  | Краснодар, Россия       | Утратил титул чемпиона ACB в лёгком весе  |
| Победа    | 15-1   | Эдуард Вартанян         | Раздельным решением судей                       | ACB 77 Abdulvakhabov vs. Vartanyan             | 23 декабря 2017 года  | 5     | 5:00  | Москва, Россия          | Защитил титул чемпиона ACB в лёгком весе  |
| Победа    | 14-1   | Али Багов               | Техническим нокаутом (отказ от продолжения боя) | ACB 48 Revenge                                 | 22 октября 2016 года  | 1     | 5:00  | Москва, Россия          | Защитил титул чемпиона ACB в лёгком весе  |
| Победа    | 13-1   | Эдуард Вартанян         | Техническим нокаутом (удары)                    | ACB 32                                         | 26 марта 2016 года    | 1     | 1:37  | Москва, Россия          | Завоевал титул чемпиона ACB в лёгком весе |
| Победа    | 12-1   | Хулио Сезар Де Альмейда | Техническим нокаутом (удары)                    | ACB 29                                         | 20 декабря 2015 года  | 3     | 1:37  | Душанбе, Таджикистан    |                                           |
| Победа    | 11-1   | Зулфикар Усманов        | Техническим нокаутом (остановка врачом)         | ACB 22                                         | 10 сентября 2015 года | 1     | 4:47  | Санкт-Петербург, Россия |                                           |
| Победа    | 10-1   | Вадим Расул             | Сабмишном (удушение сзади)                      | ACB 18                                         | 23 июня 2015 года     | 1     | 4:59  | Грозный, Россия         |                                           |
| Победа    | 9-1    | Олег Багов              | Нокаутом (удар ногой с разворота)               | ACB 9                                          | 22 июня 2014 года     | 3     | 3:36  | Грозный, Россия         |                                           |
| Победа    | 8-1    | Расул Эдиев             | Сабмишном (удушение гильотиной)                 | ACB 7                                          | 18 мая 2014 года      | 2     | 0:45  | Грозный, Россия         |                                           |
| Победа    | 7-1    | Ислам Макоев            | Единогласное решение                            | ACB 5                                          | 6 апреля 2014 года    | 2     | 5:00  | Грозный, Россия         |                                           |
| Победа    | 6-1    | Джумабек Актилек        | Единогласное решение                            | Alash Pride - Great Battle 2                   | 19 декабря 2013 года  | 3     | 5:00  | Алматы, Казахстан       |                                           |
| Победа    | 5-1    | Гарик Айвазян           | Сабмишном (удушение анаконды)                   | Fight Nights - Battle on Terek                 | 4 октября 2013 года   | 1     | 4:24  | Грозный, Россия         |                                           |
| Победа    | 4-1    | Сергей Бал              | Сабмишном (удушение ручным треугольником)       | MB - Mortal Bet                                | 27 апреля 2012 года   | 2     | 3:20  | Москва, Россия          |                                           |
| Победа    | 3-1    | Андрей Маркович         | Единогласное решение                            | League S-70 - Russian Championship Third Round | 6 апреля 2012 года    | 3     | 5:00  | Москва, Россия          |                                           |
| Победа    | 2-1    | Илья Гомелюк            | Техническим нокаутом (удары)                    | MMACC - MMA Corona Cup 22                      | 2 марта 2012 года     | 3     | 0:00  | Москва, Россия          |                                           |
| Победа    | 1-1    | Салим Каскулов          | Техническим нокаутом (удары)                    | ProFC Grand Prix Global - Caucasus             | 25 сентября 2011 года | 1     | 4:24  | Дербент, Россия         |                                           |
| Поражение | 0-1    | Магомед Алхасов         | Единогласное решение                            | ProFC Grand Prix Global - Caucasus             | 26 сентября 2011 года | 2     | 5:00  | Дербент, Россия         |                                           |

## Награды
- Орден Кадырова (10 февраля 2024) — за особый вклад в развитие физической культуры и спорта Чеченской Республики, выдающиеся спортивные достижения, получившие широкую известность